# Altafjorden

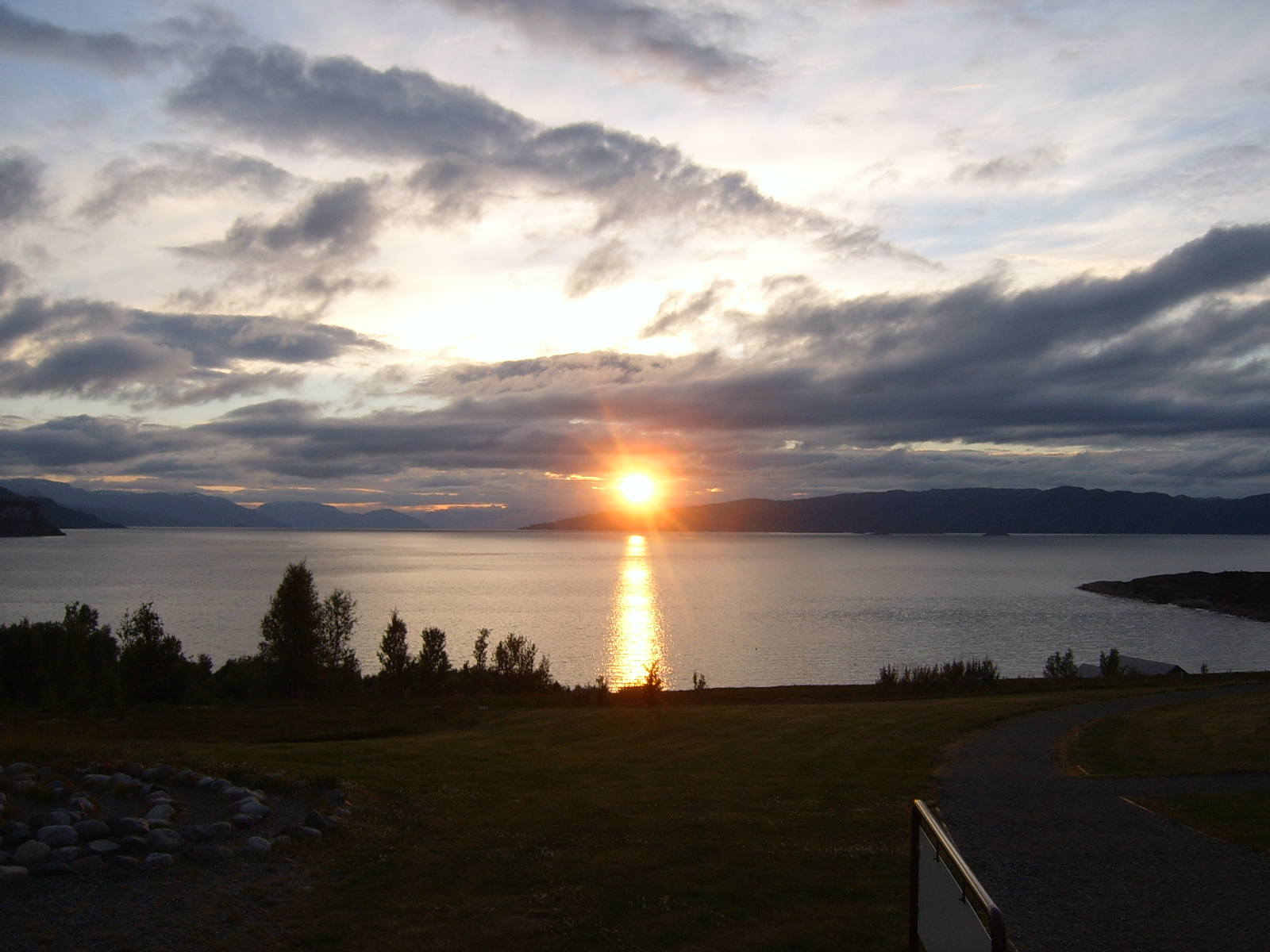
Midnattssol vid Altafjorden.

Altafjorden är en fjord i Alta kommun, Norge. Fjorden är den västligaste av de fem stora fjordarna i Finnmark fylke. Hällristningarna i Alta finns med på Unescos världsarvslista.
I Kåfjord vid en av Altafjordens armar anlades på 1800-talet en koppargruva, och samhället var under en period det största i Finnmark fylke. I Kåfjord hade tyskarna sitt huvudkvarter för krigföringen i nordvästra Ryssland under andra världskriget, och det var här slagskeppet Tirpitz angreps 1943.